# Курдюм (станция, Саратовская область)
 Курдюм — железнодорожная станция в Татищевском районе Саратовской области в составе сельского поселения Сторожевское муниципальное образование.

## География
Находится у железнодорожной линии Аткарск-Саратов на расстоянии примерно 10 километров по прямой на восток-юго-восток от районного центра поселка Татищево.

## История
Станция Курдюм Рязано-Уральской железной дороги была основана в 1875 году. В 1910 году пристанционный посёлок насчитывал 10 домов и 75 жителей.

## Население
Постоянное население составляло 757 человек в 2002 году (русские 92 %), 690 в 2010.

## Инфраструктура
Железнодорожная станция Курдюм Приволжской железной дороги, ЭЧК-4, окрасочный комплекс пункта подготовки вагонов. Имеются средняя общеобразовательная школа, медпункт, отделение связи. Рядом большое количество саратовских дач.